# Ranunculus wangianus
Ranunculus wangianus là một loài thực vật có hoa trong họ Mao lương. Loài này được Q. E. Yang mô tả khoa học đầu tiên năm 2000.